# Jeanette Erazo Heufelder

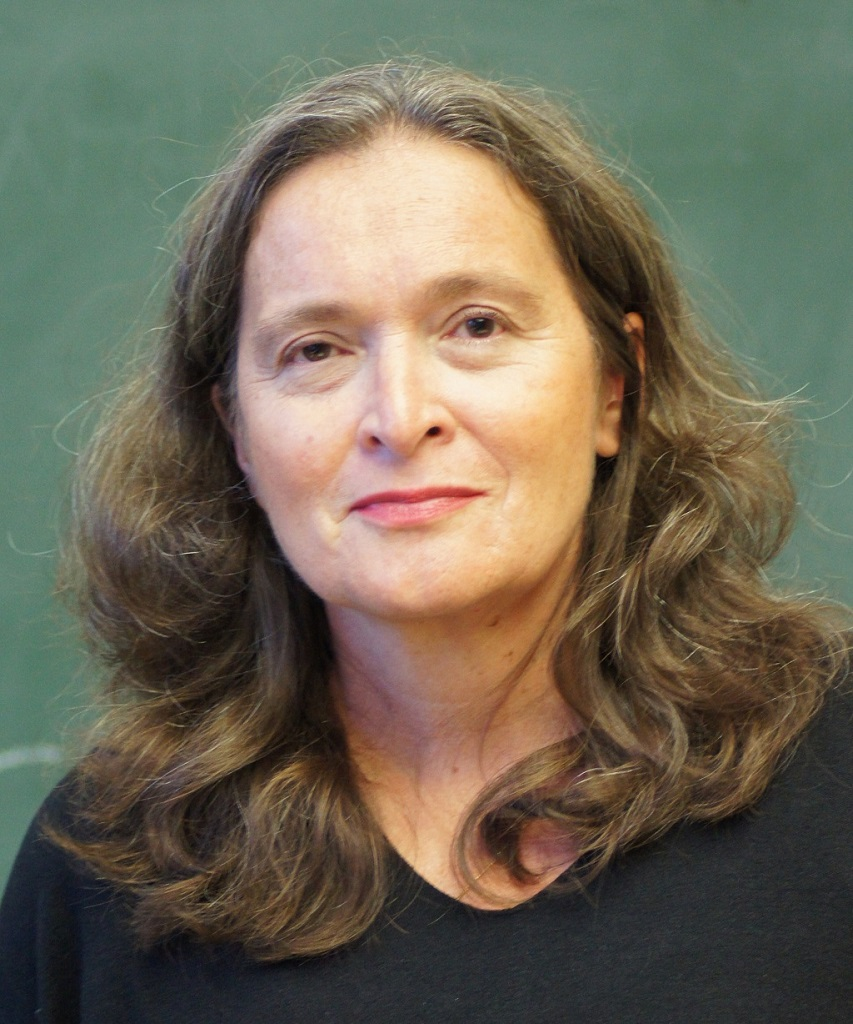
Jeanette Erazo Heufelder (2019)

Jeanette Erazo Heufelder geborene Erazo (* 1964 in Dingolfing) ist eine deutsche Ethnologin. Sie wurde als Dokumentarfilmerin und Autorin von Biografien und literarischen Reportagen mit dem Schwerpunkt Lateinamerika bekannt.

## Leben
Jeanette Erazo Heufelder wurde als Tochter einer Deutschen und eines Ecuadorianers in Bayern geboren und wuchs in München auf. Nach dem Abitur am Ludwigsgymnasium in München studierte sie an der LMU München Ethnologie und unternahm Feldforschungen in den ecuadorianischen Anden und auf den Galapagosinseln. 1993 promovierte sie an der Philipps-Universität Marburg im Fach Kultur- und Sozialanthropologie mit einer Dissertation zum Thema Kultur und Ethnizität am Beispiel der Salasaca.
Sie ist mit dem Dokumentarfilmer Sylvio Heufelder verheiratet und lebt mit ihm in Potsdam.

## Schaffen
Jeanette Erazo Heufelder schrieb Drehbücher für Dokumentarfilme und drehte Filmporträts über lateinamerikanische Künstler und Menschenrechtlerinnen, wie die guatemaltekische Friedensnobelpreisträgerin Rigoberta Menchú und die Kolumbianerin Gloria Cuartas, die als Bürgermeisterin von Apartadó gegen die Gewalt von Paramilitärs und Drogenmafia kämpfte und von der UNESCO mit der Auszeichnung Bürgermeisterin für den Frieden gewürdigt wurde. Bei den Recherchen und Filmarbeiten in Lateinamerika fand Jeanette Erazo Heufelder zu den Themen ihrer Buchreportagen und Biografien.
So lernte sie 1995 in Havanna bei Dreharbeiten zu einem Film über den Maler und Bildhauer Oswaldo Guayasamín Fidel Castro persönlich kennen. 2004 erschien ihre Biografie Fidel. Ein privater Blick auf den Máximo Líder. Gespräche mit Weggefährten, Zeitzeugen und Gegnern verknüpfte sie zu einer Sammlung von „Geschichten, Fakten, Legenden und Zitaten“, die sich zu einem Gesamtbild fügen, das den kubanischen Politiker in seiner Widersprüchlichkeit zeigt.
Mit Der Smaragdkönig. Victor Carranza und das grüne Gold der Anden verfasste sie eine literarische Reportage über die Welt der Minenarbeiter und der Smaragd-Bosse in Kolumbien. Das Buch war 2006 für den internationalen Reportagepreis Lettre Ulysses Award nominiert.
Für ihre 2011 erschienene Buchreportage Drogenkorridor Mexiko über den Drogenkrieg in Mexiko war sie fünf Wochen auf einer Route abseits der großen Bundesstraßen im Grenzgebiet zu den USA unterwegs, von Culiacán an der Westküste, wo das Sinaloa-Kartell von El Chapo herrscht, bis nach Ciudad Juárez an der texanischen Grenze. An jeder Station ihrer Reise fand sie Spuren der Gewalt und sprach mit den Menschen, die in den Drogenregionen leben. Sie sammelte Alltagsgeschichten und verband sie mit Informationen über die Geschichte des Landes. Laut Carsten Hueck ist die Stärke ihrer Reportage, dass sie einige der Opfer der Brutalität der verfeindeten Drogenkartelle der anonymen Statistik entreißt. Sie schreibe über einen Krieg, der zur Normalität geworden ist. Nach Peter B. Schumann sei Jeanette Erazo Heufelder mit ihrem Buch „die erste umfassende Darstellung der Thematik gelungen, die auf der Basis von Reportagen die Wirklichkeit ergründet.“
Unter dem Titel Der argentinische Krösus erschien 2017 ihr Buch über die ökonomische Geschichte des Frankfurter Instituts für Sozialforschung, das Felix Weil, der das Institut mitbegründete und finanzierte, ins Zentrum rückt. 2022 veröffentlichte sie eine Studie über Eric Warburg.

## Werke

### Dokumentarfilme (Auswahl)
- Oswaldo Guayasamín. Der Mann, der Fidel Castro malte, ZDF/Arte (1996)
- Ich überquerte die Grenze. Porträt der Friedensnobelpreisträgerin Rigoberta Menchú, ZDF/ARTE/UNESCO (1997)
- In der Stadt des Todes (über Gloria Cuartas), ZDF/ARTE/UNESCO (1999)
- Smaragde. Edelsteinsuche in Kolumbien. Mit Sylvio Heufelder, ARD/Phoenix (2011)[10]

### Bücher
- Kultur und Ethnizität. Förderverein Völkerkunde in Marburg e.V., Marburg 1994, ISBN 3-8185-0166-1.
- Gloria Cuartas. Bürgermeisterin für den Frieden. Porträt der kolumbianischen Menschenrechtskämpferin (1999)
- Havanna Feelings. Die Magie des alten Kuba. Aus den Erinnerungen des Fernando Campoamor (2001)
- Fidel. Ein privater Blick auf den Máximo Líder. Eichborn, Frankfurt am Main 2004, ISBN 3-8218-3980-5.
  - Aktualisierte Version unter dem Titel Fidel Castro. 133 Blicke auf den Máximo Líder. Ein Kaleidoskop (2013)
- Der Smaragdkönig. Victor Carranza und das grüne Gold der Anden. Malik Verlag, München 2005, ISBN 3-89029-301-8.
- Drogenkorridor Mexiko. Eine Reportage (2011)
- Von Berlin nach Buenos Aires. Ellen Marx. Deutsch-jüdische Emigrantin und Mutter der Plaza de Mayo (2014)
- Der argentinische Krösus. Kleine Wirtschaftsgeschichte der Frankfurter Schule. Berenberg, Berlin 2017, ISBN 978-3-946334-16-3.
- Welcome to Borderland. Die US-amerikanische Grenze. Berenberg Verlag, Berlin 2018, ISBN 978-3-946334-39-2.
- Alle Guten gehören zu uns! Die vielen Leben des Eric Warburg, Berenberg Verlag, Berlin 2022, ISBN 978-3-949203-41-1.

Belletristik
- Der Blumenkrieger (2011)